# Москвитянівка
Москвитяні́вка — село в Україні, у Грицівській селищній громаді Шепетівського району Хмельницької області. Населення становить 212 осіб.

## Історія
У 1906 році село Лабунської волості Ізяславського повіту Волинської губернії. Відстань від повітового міста 42 верст, від волості 13. Дворів 71, мешканців 512.
Село постраждало в часі Голодомору 1932—1933 років, за різними даними, померло приблизно 6 людей.

## Відомі люди
- Рацун Сергій Петрович (1976—2020) — військовослужбовець мехбатальйону 93 ОМБр, Збройних сил України, загинув при виконанні обов'язків, під час війни на сході України в районі Кримське (Сіверськодонецький район).[2]